# 小田明志
小田 明志（おだ あかし、1991年6月13日 - ）は、日本の編集者。
東京都出身。アートマガジン「LIKTEN」編集長。DJとして海外でも活動している。
当時17歳の高校生だった2009年5月に「LIKTEN」を創刊したことが話題となり、翌年8月に刊行した第2号は「Amazon.co.jp ランキング」で大手出版社の刊行物を抑え、2位まで順位をあげた。